# 大田市立病院
大田市立病院（おおだしりつびょういん）は、島根県大田市にある医療機関。大田市病院事業の設置等に関する条例（平成17年10月1日条例第214号）により設置された市立の病院である。旧国立大田病院の譲渡を受けた大田市が1999年に開設した。大田圏の災害拠点病院である。2010年4月1日に救急告示を取り下げており、地域医療への影響が出ている。

## 沿革
- 1999年2月1日 - 国立大田病院の譲渡を受けた大田市が開設。

## 診療科
内科系診療部
- 総合内科
- 総合内科（血液・糖尿）
- 神経内科
- メンタルヘルス科
- 消化器科
- 循環器科
- 小児科
- 放射線科

外科系診療部
- 外科
- 整形外科
- リハビリテーション科
- 皮膚科
- 泌尿器科
- 産婦人科
- 眼科
- 耳鼻咽喉科
- 脳神経外科
- 呼吸器外科
- 心臓血管外科
- 麻酔科

地域医療支援部
- 健診センター
- 救急センター

診療支援部
- 薬剤科
- 臨床検査
- 臨床工学
- 画像診断
- 栄養管理
- リハビリテーションセンター

看護部
事務部

## 医療機関の指定等
- 保険医療機関
- 労災保険指定医療機関
- 指定自立支援医療機関（更生医療・育成医療・精神通院医療）
- 身体障害者福祉法指定医の配置されている医療機関
- 生活保護法指定医療機関
- 結核指定医療機関
- 戦傷病者特別援護法指定医療機関
- 指定療育機関
- 原子爆弾被害者医療指定医療機関
- 原子爆弾被害者一般疾病医療取扱医療機関
- 母体保護法指定医の配置されている医療機関
- 第二種感染症指定医療機関
- 災害拠点病院
- 臨床研修指定病院
- 特定疾患治療研究事業委託医療機関
- 小児慢性特定疾患治療研究事業委託医療機関

## 周辺の施設
- 大田市総合体育館
- 大田市立第一中学校

## 交通アクセス
- JR西日本山陰本線大田市駅より石見交通バスで市立病院下車。
  - 大田市立病院  アクセスも参照